# Rasta Knast
Rasta Knast немецкая панк группа основаная в городе Целле, Германия в 1997 году. Название группы это отсылка на шведскую панк группу Asta Kask, известной как основатель жанра trallpunk.
Данная группа выпустила 4 альбома, из них 2 которые вышли недавно на панк-лейбле Plastik Bomb. Коллектив гастролировал в Швеции, Норвегии, Бразилии, Японии, Англии, Ирландии, России и Испании.

## История группы
Группа была создана Мартиным Клиемсом и Андреасом Хёном(они владели леёблом Höhnie Records и Nasty Vinyl) которые оба любили жанр trallpunk. Через 2 дня после основания группы они записали мини-альбом Prøbegepøgt.
С этого момента проект стал группой, к команде присоединились бас гитарист Хольгер и барабанщик Мартин которые являлись бывшими участниками группы Wonderprick. Вскоре их заменили другие  участники: бас гитарист из группы  Abstürzende Brieftauben Конрад Киттнер и ударник Карстен Цизовски. Этим же составом, в январе 1998 году они записали первый полноформатный альбом под названием Legal Kriminal, не смотря на то, что на тот момент был бас гитарист Конрад Киттнер, партии записывал Мартин Клиемс.
В октябре 1999 года выпускают второй альбом Die Katze beißt in Draht, с этим альбомом связывает череда смен участников группы, лишь Мартин Клиемс остается единственным несменяемым участником. Карстена заменяет Эрик, которого заменил Филл который играл в группе Antikörper.
В 2000 году записали мини альбом Turistas alemanes asesin@s где были приглашены вокалисты из группы Mallorcaos-Punx, которые исполняли партии на испанском языке.
Летом 2000 года Конрад Киттнер покинул группу по состоянию здоровья. Группа распалась но вскоре была собрана вновь в составе: Мартин Клиемс, Флорентин Шок из группы  The Annoyed который взял на себя роль гитариста и бэк-вокалиста.
и Томас из группы Leistungsgruppe Maulich бас гитаристом.
В 2001 году группа записала третий альбом под названием Bandera Pirata. А в 2003 выпустила сплит альбом Marcas da revolta который записывали с бразильской группой хардкор-панк группой Agrotóxico.
Осенью 2003 года группа выпустила сплит EP с японской панк-группой Kanpa i. В записи участвовал Петер "Hector" Блюмер из группы Hass. После этого группа распалась вновь.
В 2007 группа выпускает свой концертный альбом Live in São Paulo. В июле 2008 года Петер и Фил ушли из группы по причине переезда. В новый состав вошли: Дом из группы Mighty Mopped, Балло на ударных и Атти на ритм-гитаре. Балло ушел из группы летом 2010 года. На замену ему пришел Нилс.
В январе 2009 года группа записала EP Friede, Freude, Untergang. в 2010 году записали альбом Tertius Decimus. В 2011 году выпустили юбилейный сборник который включал в себя перезаписанные треки. Был выпущен на Destiny Records в честь 13-летие группы. 20 июля 2012 года был выпущен альбом Trallblut.

## Дискография

### Студийные альбомы
- Legal Kriminal (Mini-LP/CD, 1998/1999, Höhnie Records)
- Die Katze beißt in Draht (LP/CD, 1999, Red Star Recordings)
- Bandera Pirata (LP/CD, 2001, Plastic Bomb Records)
- Trallblut (LP/CD, 2012, Plastic Bomb Records)

## EP
- Prøbegepøgt (EP, 1997)
- Turistas alemanes asesin@s (EP, 2000)
- Varning! (Split-EP with Troublemakers, 2000)
- Marcas da revolta (Split-LP/CD with Agrotóxico, 2003)
- Kanpai (Split-EP with Crispy Nuts, 2003)
- Friede, Freude, Untergang (EP/MCD, 2008/2009)
- Rasta Knast / Dv Hvnd (Split EP, 2023, Sterbt Alle Records)

## Концертные альбомы
Live in São Paulo (CD, 2007)

### Сборники
Tertius Decimus (CD 2010)